# Alexandre Kaveline
Alexandre Alexandrovitch Kaveline (en russe : Александр Александрович Кавелин), né en 1793, décédé en 1850 à la Gatchina, est un homme politique et général russe. Il fut général d’infanterie (1843), gouverneur général de guerre de Saint-Pétersbourg du 14 février 1842 au 19 avril 1846.

## Biographie
Alexandre Alexandrovitch Kaveline entra à l'École du Corps des Pages de Saint-Pétersbourg (école militaire fondée en 1759 destinée aux enfants de l'aristocratie afin de les préparer à la carrière militaire), puis il commença sa carrière militaire en 1810. Il participa à la guerre opposant la Russie impériale à la France de Napoléon Ier (1812-1814), puis à la guerre russo-turque de 1828-1829. De 1818 à 1825, Kaveline servit sous les ordres du tsarévitch Nicolas Pavlovitch (futur Nicolas Ier de Russie) en qualité d'aide de camp. De 1830 à 1834, il fut le mentor du futur Alexandre II. Le 14 février 1842, Nicolas Ier lui confia le poste de gouverneur général de guerre de Saint-Pétersbourg, fonction qu'il conserva jusqu'au 19 avril 1846. Pendant son mandat, le palais Marie dont la construction avait débuté en 1839 se termina en 1844 et la construction de la gare Nicolas (aujourd'hui gare de Moscou) débuta en 1844 (elle se termina en 1851). En 1842, il fut admis au Conseil d'Empire.
Alexandre Alexandrovitch Kaveline décéda en 1850 à Gatchina. Il fut inhumé au monastère de la Trinité-Saint-Serge (situé à Strelna à 15 kilomètres de Saint-Pétersbourg), mais de nos jours sa tombe a disparu.

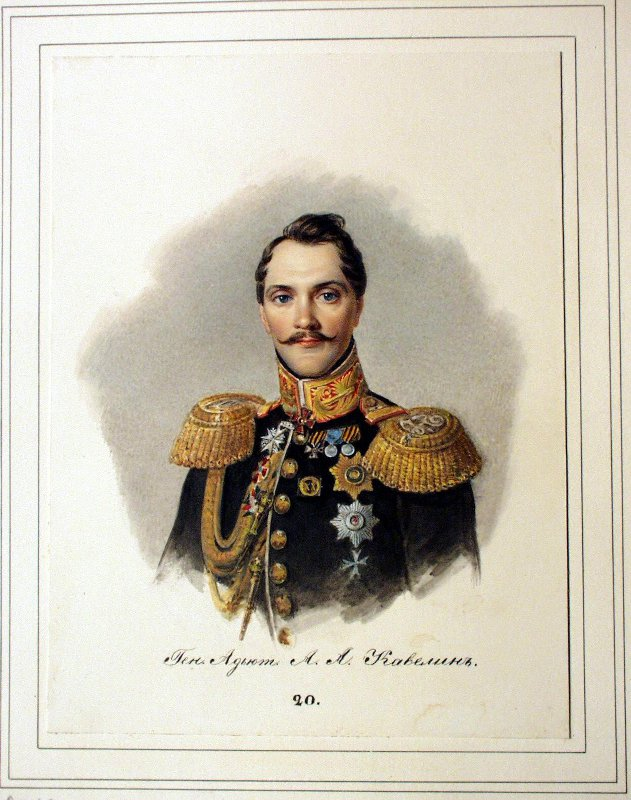
Ivan Ivanovitch Reïmers - Alexandre Kaveline - Hermitage

## Distinctions
- Ordre de Saint-Georges de IVe classe
- Ordre de Saint-Vladimir de Ier classe
- Ordre de Saint-Alexandre Nevski
- Ordre de Sainte-Anne de Ier classe